# Tony Walton
Tony Walton (Surrey, 24 de outubro de 1934 – 2 de março de 2022) foi um diretor de arte britânico. Venceu o Oscar de melhor direção de arte na edição de 1980 por All That Jazz, ao lado de Philip Rosenberg, Edward Stewart e Gary J. Brink. Morreu no dia 2 de março, aos 87 anos de idade, vítima de um derrame.